# シャロウ・グレイブ
『シャロウ・グレイブ』（Shallow Grave）は1994年製作のイギリス映画である。ダニー・ボイル監督のサスペンス。彼の初の長編映画。

## ストーリー
エディンバラに住む新聞記者のアレックスは、医者のジュリエット、会計士のデヴィッドとルームシェアして楽しく暮らしていた。4人目の住人を募集中だが、応募者を品定めし、笑い者にしては追い返すので一向に決まらない。だが、ジュリエットがヒューゴという若者を気に入り、迎え入れることになった。
作家だというヒューゴは、鞄を持って部屋に入るなり鍵をかけて閉じ籠もった。何事かとドアを押し開け、麻薬の過剰摂取で死んでいるヒューゴを見つける3人。ジュリエットは警察に電話しようとしたが、アレックスが開けたヒューゴの鞄に大金が入っているのを見て手を止めた。
金を山分けしようというアレックスの提案に乗るジュリエット。生真面目な性格で躊躇したデビッドも金の誘惑には勝てなかった。ヒューゴの遺体を森に運び、身元を隠すために顔を潰し、手足を切断して埋める3人。ノコギリで切断する過酷な役目は、くじ引きで嫌がるデビッドが負わされた。
パーテューに出席したり、日常生活に戻る3人。以前、追い返した同居希望者と再会したアレックスは、報復で殴られ、腹いせに鞄の金でジュリエットと買い物を楽しんだ。だが、気に病んだデビッドは徐々に様子がおかしくなり、散財を嫌って鞄を手に屋根裏に立て籠もった。鞄を隠し、やがて仕事も休職するデビッド。
アレックスとジュリエットがいる部屋に押し込む2人組のマフィア。ヒューゴはこの2人に追われていたのだ。痛めつけられ、金の在り処を喋るアレックス。だが、マフィアたちは人が変わったデビッドに殺された。マフィアの遺体もヒューゴの近くに埋める3人。
密かに逃亡用のリオ行き航空券を一枚だけ購入するジュリエット。一方のデビッドは屋根裏の床にドリルで穴を開け、部屋の2人を監視しだした。そんなある日、アパートの階下で起きた強盗事件で聞き込みに来る2人の刑事。対応したデビッドは同居人を「あと2人」と答えたが、刑事は居住人数を確認しており、１人足りないと気がついた。
デビッドが不在の時に、屋根裏で金の鞄を探すアレックス。隠し場所は分かったがデビッドにばれて、彼は危うく殺されかけた。更に、森に埋めた3人の遺体が発見され、再び刑事たちがやって来た。疑われたことに怯え、夜中にこっそり刑事に告白の電話をかけるアレックス。だが、先方は留守番電話だった。
一人で金を持ち逃げしようとして、アレックスの電話に気づき問い詰めるデビッド。ジュリエットも出て来て、アレックスは残しても自分だけは連れて行けとデビッドに迫った。ジュリエットを殴り、アレックスの肩に包丁を突き立てるデビッド。そんなデビッドをジュリエットが背後から刺し殺した。
動けないアレックスを残し、鞄を持って一人で逃亡するジュリエット。翌朝、アレックスは発見され生還した。同じ頃、車の中で泣き叫ぶジュリエット。鞄の中身は新聞紙だったのだ。密かに金を移し替えていたアレックスは、血まみれのままほくそ笑み、デビッドは死体安置所に運ばれた。

## キャスト
※括弧内は日本語吹替
- アレックス - ユアン・マクレガー（藤原啓治）
- デヴィッド - クリストファー・エクルストン（石川禅）
- ジュリエット - ケリー・フォックス（林佳代子）
- ヒューゴ - キース・アレン（仲野裕）
- マッコール刑事 - ケン・ストット（稲葉実）
- ミッチェル - ジョン・ホッジ
- キャメロン - コリン・マクレディ（中原茂）
- アンディ - ピーター・マラン（塩屋浩三）
- ティム - レオナルド・オマリー（小室正幸）